# Chlorocoma dichloraria
Chlorocoma dichloraria är en fjärilsart som beskrevs av Achille Guenée 1857. Chlorocoma dichloraria ingår i släktet Chlorocoma och familjen mätare. Inga underarter finns listade i Catalogue of Life.

## Bildgalleri

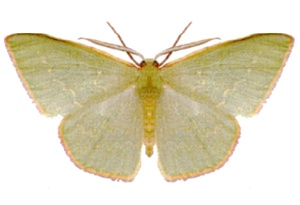